# Calvin Oldham
Calvin Oldham (19 febbraio 1961) è un ex cestista e allenatore di pallacanestro statunitense.

## Palmarès

### Giocatore
- Campionato tedesco: 1

Bayreuth: 1988-89
- Coppa di Germania: 2

Bayreuth: 1988, 1989